# Calcistica Romanese
L'Associazione Sportiva Dilettantistica Calcistica Romanese è la principale società calcistica del Comune di Romano di Lombardia, in provincia di Bergamo. Attualmente è inserita nel girone C di Seconda Categoria.

## Storia

### La Serie C e gli anni '50
Disputa con il nome di Gruppo Sportivo Pro Romano il suo primo campionato di alto livello nella stagione 1946-1947, nella quale chiude a metà classifica nel suo girone di Serie C, conquistando così la salvezza. Milita pertanto anche nel successivo campionato di C, chiuso al terzultimo posto in classifica con 23 punti in 30 partite disputate. A causa della ristrutturazione dei campionati, la compagine arancione si trova ad essere retrocessa addirittura in Prima Divisione, ovvero due categorie più in basso della Serie C. Nella stagione 1948-1949 chiude il campionato al terzo posto in classifica, a cinque punti di distacco dal Gazzaniga promosso in Promozione. La squadra rimane in questa categoria fino al termine della stagione 1951-1952, al termine della quale il terzo posto in classifica ottenuto le consente di salire di categoria, in Promozione. Dopo una sola stagione nella nuova categoria, chiusa con il terzultimo posto in classifica, gioca nelle serie minori lombarde fino alla stagione 1955-1956, nella quale disputa nuovamente il campionato di Promozione. Al termine della stagione 1956-1957, però, a causa di un'ulteriore ristrutturazione dei campionati la Romanese viene ammessa a disputare il Campionato Dilettanti 1957-1958, massimo livello dilettantistico dell'epoca. Dopo una prima stagione chiusa al terzo posto in classifica, l'anno seguente chiude il campionato all'undicesimo posto.

### Gli anni '60
Dopo diversi campionati nelle serie inferiori, nella stagione 1965-1966 la Romanese, con la nuova denominazione di Calcistica Romanese disputa il campionato di Prima Categoria, massimo livello regionale dell'epoca, sfiorando anche la promozione in Serie D nella stagione 1966-1967, chiusa al secondo posto in classifica dietro alla Pergolettese. A partire dalla stagione 1967-1968 in Lombardia e Campania il massimo livello regionale diventa la Promozione, con la Prima Categoria che diventa il secondo livello regionale. La Romanese si trova pertanto inserita nel girone A del nuovo campionato, nel quale si classifica al quarto posto. Dopo una salvezza tranquilla nella stagione successiva, nella stagione 1969-1970 gli arancioni chiudono il campionato al secondo posto in classifica, ad un solo punto di distacco dalla Falck Vobarno promossa in Serie D, categoria nella quale comunque la formazione bergamasca approda dopo aver vinto il campionato l'anno successivo.

### La Serie D
A partire dalla stagione 1971-1972 la Romanese rimane ininterrottamente nel massimo campionato dilettantistico italiano fino al termine della stagione 1983-1984, nella quale conquistando 21 punti in 30 partite chiude il campionato al terzultimo posto in classifica, a solo un punto di distacco dal Lecco e due dal Sondrio, che invece hanno mantenuto la categoria.

### Gli anni '80
Dopo una sola stagione in Promozione, chiusa con la vittoria del campionato, la Romanese fa ritorno in Serie D (che in quegli anni si chiamava Campionato Interregionale) a partire dalla stagione 1985-1986; dopo due settimi posti consecutivi, nella stagione 1987-1988 arriva un tredicesimo posto; l'anno successivo la squadra arancione chiude invece il campionato al sesto posto, ma dopo una salvezza sofferta nella stagione 1989-1990 al termine della stagione 1990-1991 arriva un'altra retrocessione, nel nascente campionato di Eccellenza Lombardia.

### Gli anni '90
Dopo due campionati chiusi a metà classifica in Eccellenza, nella stagione 1993-1994 vincendo il proprio girone la Romanese viene promossa nel Campionato Nazionale Dilettanti, che nel frattempo aveva sostituito l'Interregionale come massimo livello dilettantistico del calcio italiano. Dopo un solo anno la squadra fa però ritorno in Eccellenza, dove rimane fino alla vittoria del campionato nella stagione 1997-1998. Gioca quindi per altre tre stagioni consecutive nel Campionato Nazionale Dilettanti, che a partire dal 2000 assume nuovamente la denominazione di Serie D; al termine della stagione 2000-2001, chiusa con un quarto posto nel proprio girone, la Romanese rinuncia ad iscriversi al campionato successivo, ripartendo così dai campionati regionali lombardi.

### Dal ritorno in Promozione al presente
Nella stagione 2005-2006 la squadra, con la denominazione di U.C. Calcistica Romanese, gioca il campionato lombardo di promozione, retrocedendo in Prima Categoria al termine dei play-out persi per 2-0 contro il Vallecamonica. Dopo un solo anno, ed un ulteriore cambio di nome (che l'ha portata all'Associazione Sportiva Dilettantistica Corte Romanese), ha fatto ritorno in Promozione, vincendo il campionato nella stagione 2007-2008 e facendo ritorno in Eccellenza. La permanenza nel massimo livello dilettantistico dura però una sola stagione, ed a partire dalla stagione 2009-2010, la Romanese ha militato ininterrottamente nel campionato di Promozione.
All'inizio della stagione 2012-2013 ha cambiato denominazione in A.S.D. Romanese.
Nella stagione 2015-2016 gioca nel campionato lombardo di Prima Categoria, girone F. A fine stagione la società si fonde con l'U.S.O. Calcio, chiudendo definitivamente la storia del club arancione. Alla FIGC la scheda della Romanese risulta chiusa con la fine attività dell'A.S.D. Romanese, numero di matricola FIGC 918796. Anche il sito non ufficiale della squadra non ha più pubblicato nessuna notizia della stagione successiva 2016-2017 a causa della chiusura definitiva della vecchia società.
L'U.S.O. Calcio, che ha trasferito tutte le sue squadre sul campo di Romano di Lombardia non potendo più giocare sul campo di Calcio, ha aggiunto ai propri i colori della A.S.D. Romanese (maglie e pantaloncini arancione, blu, granata e bianco).
Nella Stagione 2020-2021 dopo la fusione fra il Calcio Romanese e l'Orceana con spostamento del campo di gioco a Orzinuovi, rinasce la Calcistica Romanese con colori sociali arancione e blu. L'anno seguente, dopo lo stop forzato a causa della pandemia, la Calcistica Romanese vince la Coppa Lombardia di categoria contro l'Oratorio Figino Calcio accedendo, in vista dell'anno successivo, al campionato di Seconda Categoria.
Nella stagione 2023-2024, acquisisce il titolo sportivo della società Juventina Covo e disputa il campionato di Prima Categoria concludendo al 12° posto e retrocedendo ai play-out con il Romanengo.
Nella stagione 2024-2025 disputa il campionato di Seconda Categoria.

## Palmarès

### Competizioni regionali
- Eccellenza: 2

1993-1994 (girone C), 1997-1998 (girone C)
- Promozione: 3

1970-1971 (girone B), 1984-1985 (girone B), 2007-2008 (girone E)

### Altri piazzamenti
- Serie D:

Secondo posto: 1975-1976 (girone B)
- Campionato Nazionale Dilettanti:

Terzo posto: 1957-1958 (girone C)
- Promozione:

Secondo posto: 1969-1970 (girone B), 2010-2011 (girone D)
- Prima Divisione:

Terzo posto: 1948-1949, 1951-1952
- Prima Categoria:

Secondo posto: 1966-1967 (girone B)
- Coppa Italia Dilettanti Lombardia:

Finalista: 1991-1992